# Raionul Berîslav, Herson
Berîslav (în ucraineană Бериславський район, transliterat: Berîslavskîi raion) este un raion în regiunea Herson, Ucraina. Are reședința la Berîslav.
Are o suprafață de 4.764 km². Populația este de 99.100 locuitori, determinată în 2020.